# Trobriandöarna
Trobriandöarna eller Kiriwina Islands (engelska Trobriand islands) är en ögrupp som tillhör Papua Nya Guinea i västra Stilla havet.

## Etymologi
Trobriandöarna är uppkallade efter den franske löjtnanten Denis de Trobriand som deltog i sökandet efter sjöfararen Joseph d'Entrecasteaux som försvann 1789 med sin konvoj på väg från Australien till Salomonöarna.

## Geografi
Trobriandöarna utgör en del av Milne Bay-provinsen och ligger öster om Nya Guinea, nordväst om Louisiadeöarna och norr om D'Entrecasteaux-öarna. Geografiskt ligger öarna i Melanesien.
Ögruppen är korallöar och har en area om cirka 440 km² fördelad på de större öarna
- Kiriwina - huvudön
- Kaileuna
- Kitava
- Tuma
- Vakuta

Befolkningen uppgår till cirka 12 000 invånare. Huvudorten Losuia där de flesta bor, ligger på Kiriwinas västra del.

## Historia
Trobriandöarna beboddes troligen av polynesier sedan cirka 1500 f Kr. Den franske kapten Joseph d'Entrecasteaux 1793 upptäckte Trobriandöarna 1793. 
Den första europé som bosatte sig på öarna var en metodistpastor som flyttade till ön Kiriwina år 1894.
Den första antropolog som studerade öarna var C. G. Seligman. Hans arbete följdes sedan upp av en elev, Bronislaw Malinowski som studerade befolkningen här och på D'Entrecasteaux-öarna.
1943 utspelades ett större slag (Operation Cartwheel) nära öarna under USA:s framryckning mot Japan.
På 1970-talet började anti-koloniala rörelser sprida sig bland ursprungsbefolkningen.

## Demografi
Ursprungsbefolkningen på Trobriandöarna uppgår till ca 12000 och de flesta bor på huvudön Kiriwina. De flesta invånarna lever i traditionella samhällen med matrilineära släktgrupper om ca. 30 personer. Den äldsta kvinnan äger släktgruppens mark och resurser. Vid hennes död ärver en av hennes döttrar marken. 

### Språk
Språket är Kilivila, ett papauanskt språk i den Austronesiska språkfamiljen. Vissa familjegrupper talar en dialekt av Kilivila. Endast få människor behärskar utländska språk.

### Religion
Kristna missionärer kom till Trobrianderna i slutet av 1800-talet. Men äldre religioner lever kvar och styr livet i byarna. Malinowski förklarar totemism utifrån vad han kunde iakttaga. Totemism är en uppsättning heterogena och löst sammanhängande religiösa och sociala fenomen. Sociologiskt är det ett trossystem som delar en stam i ett antal släktgrupper och samtidigt integrerar dem i en helhet.
Trobrianderna verkar tro på reinkarnation och de menar att naturen är besjälad, animism. Ett exempel är att när en kvinna blir gravid, beror det på att Baloma, ett andeväsen har trängt in i hennes kropp. Det kan ske när kvinnan badar i havet. Mannens uppgift vid samlag är att öppna kanalen för Baloma.

### Kost och hälsa

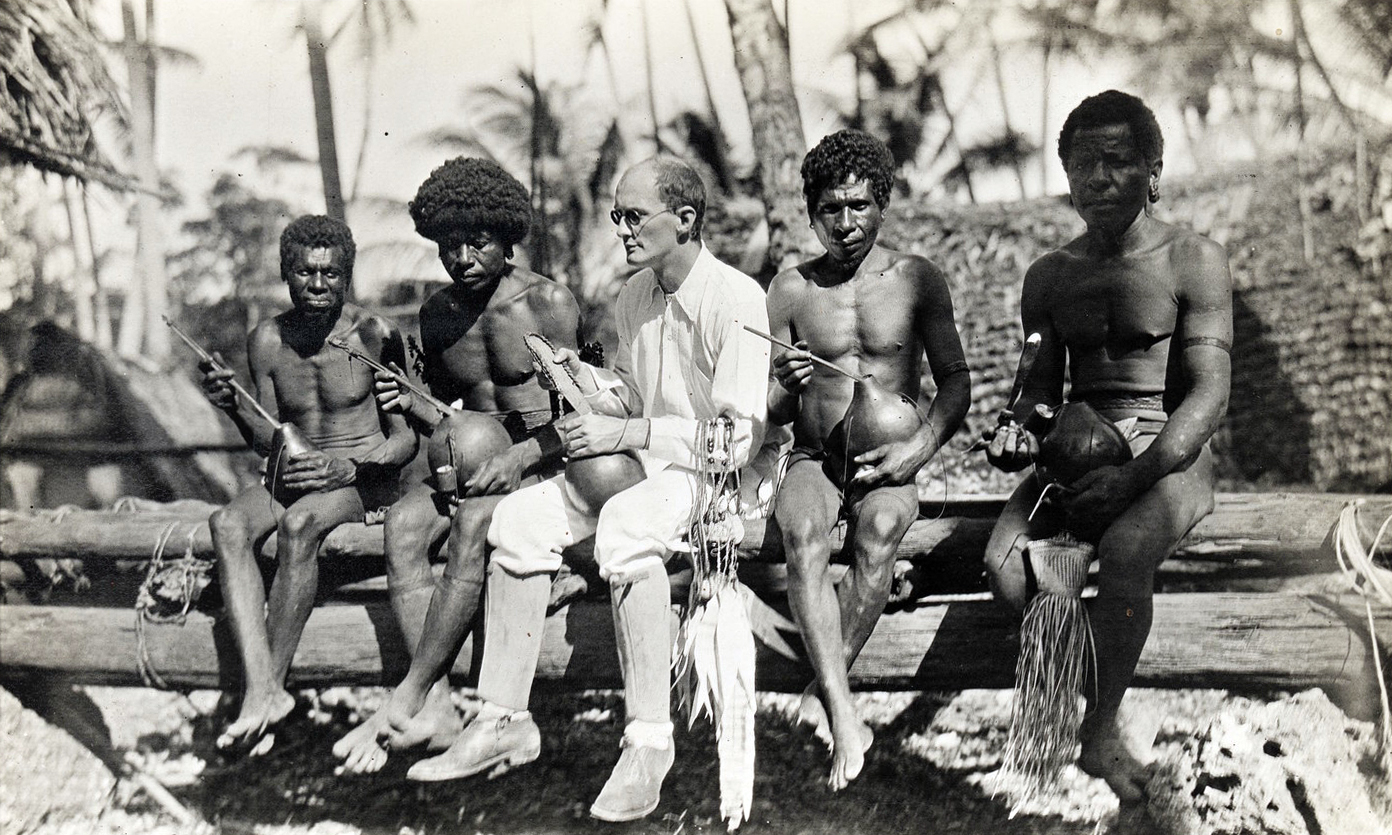
Malinowski bland trobriander.

I traditionella samhällen finns det ofta flera tabun. Trobrianderna äter inte i andras åsyn. Vid måltider drar man sig tillbaka till sin egen härd, vänder ryggen mot varandra och äter snabbt. Däremot är det tillåtet att tugga rötter från betelpalm, som de gärna blandar med peppar eller citron för att få bort den beska smaken.
Vid skördetid festar man och diskuterar mat, skryter om hur mycket man har i ladorna. 
Läkaren Staffan Lindeberg vid Lunds universitet gjorde på 90-talet en hälsoundersökning på ön Kitava, en mindre ö som inte hade påverkats av den moderna livsstilen. Målet vara att studera eventuella hjärt- och kärlsjukdomar. Han fann att kroppsvikten inte ökar, trots mat i överflöd, och diabetes förekom inte. Kvinnor drabbades inte av benskörhetsfrakturer. Dessa resultat ansåg han berodde på faktorer som kosthållningen och det mycket aktiva rörelsemönstret. En kontrollgrupp av trobriander, som flyttat till städer på Nya Guinea studerades som jämförelse. Denna grupp uppvisade redan efter kort tid samma kroppsförändringar som västerlänningar, exempelvis fetma.

### Familjemönster
Inga ceremonier förekommer vid äktenskap, däremot finns det tabun som hindrar unga människor att inleda relation med någon inom samma släktgrupp. När ett ungt par vill gifta sig, visar de sin kärlek genom att ofta vara tillsammans i flera veckor. Om den unga kvinnan accepterar en present från mannen, blir han godkänd av föräldrarna och de får sova tillsammans. Om kvinnan inte lämnar sin älskares hus före soluppgången, kommer brudens mamma med frukost bestående av kokt jams. När det unga paret äter tillsammans anses de vara gifta. Då får kvinnan jams från sin far. Efter ett år återgår de till sedvänjan att inte äta tillsammans. 
Om kvinnan blir gravid och föder ett barn, så är det hennes bror som har huvudansvaret för familjens välfärd. Brodern har odlat jams och skänker en stor del av skörden till sin syster. Därmed säkras att barnet får näring från sin mammas land. Barnets pappa förväntas skänka jams eller andra gåvor till sin svärfar.
Det är vanligt att barn adopteras bort för att växa upp bland nära släktingar till modern. En demografisk och genealogisk studie på ön Kaileuna visade att 27 procent av barnen var adopterade.
Vid sju–åtta års ålder börjar barnen leka erotiska lekar och imiterar de vuxnas förföriska konster. Ungefär fyra år senare börjar de söka efter sexuella partners och de byter ofta partner. Flickor kan vara minst lika påstridiga och dominerande som pojkar när de söker eller avvisar en partner.

## Ekonomi
Naturahushållning praktiseras allmänt på Trobriandöarna och släktgrupperna försörjer sig på trädgårdsodling. Den viktigaste grödan är jams, och odlas för sina stärkelserika rotknölar.

### Valuta

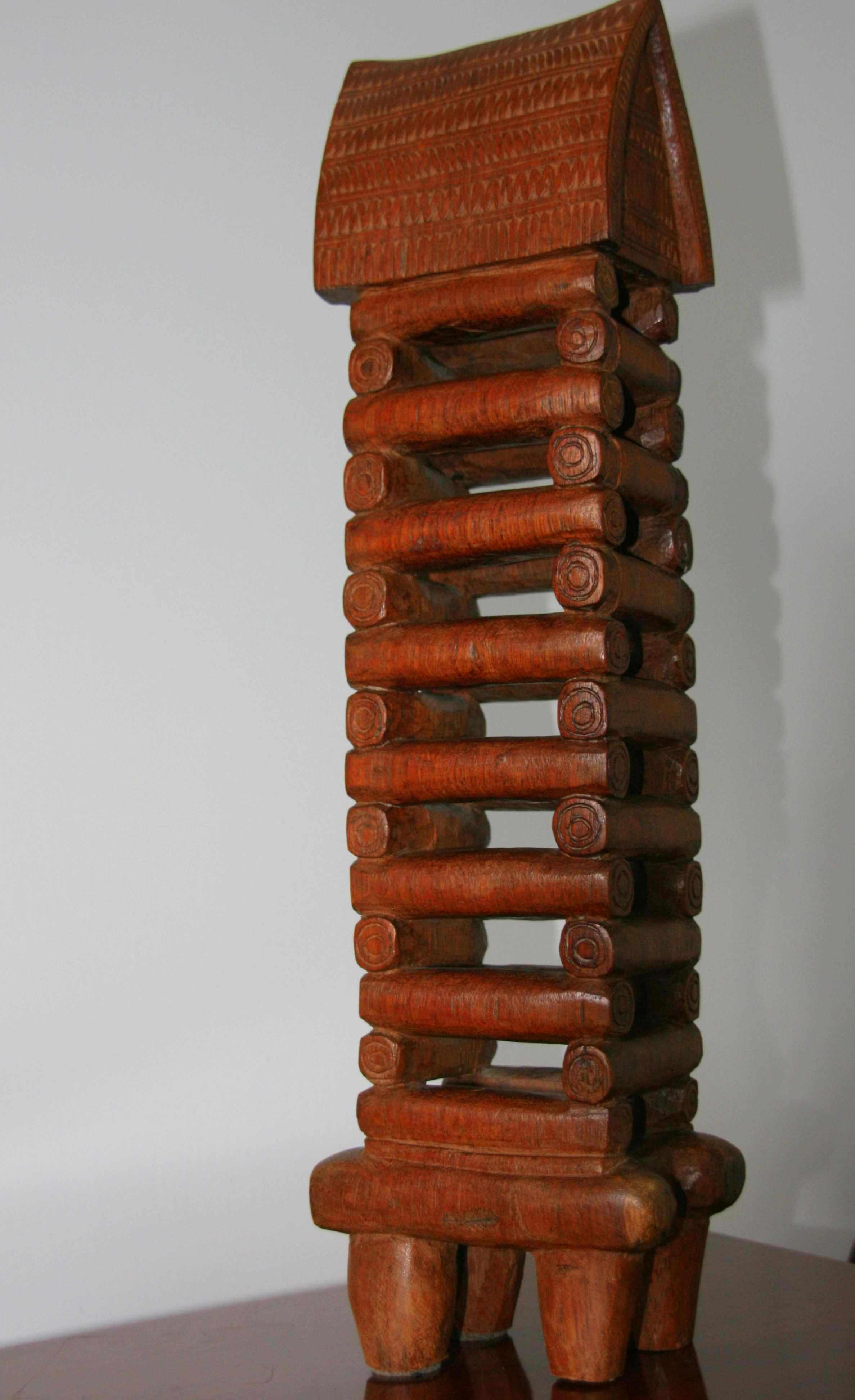
Jamslada på Trobriandöarna.

Trobrianderna använder jams som valuta och det är kvinnorna som äger jamsladorna. Ju större lada desto större rikedom och makt. Kvinnor använder också buntar av repade bananblad.

### Jamscirkulation
Alla män odlar jams och skänker skörden till sin syster eller dotter om hon är gift. Ju mer jams hon erhåller och lagrar i sin lada, desto rikare och mäktigare är hon. När jams skördas torkas den i trädgården och visas upp för andra odlare. Det är alltid en kvinna som äger skörden och varje år är det en stor ceremoni när skörden ska föras till ägarinnans gård. Odlarens barn har klätt upp sig i traditionella festkläder. De bär jamsen i korgar och sjunger när de närmar sig gården för att meddela att jams har anlänt. Några dagar senare kommer odlaren och lastar in jamsen i ladan och sedan är ägarinnans make ansvarig för skörden. Han ska också bjuda barnen och odlaren på kokt jams, taro och – om det finns – fläsk. 

### Kula-systemet

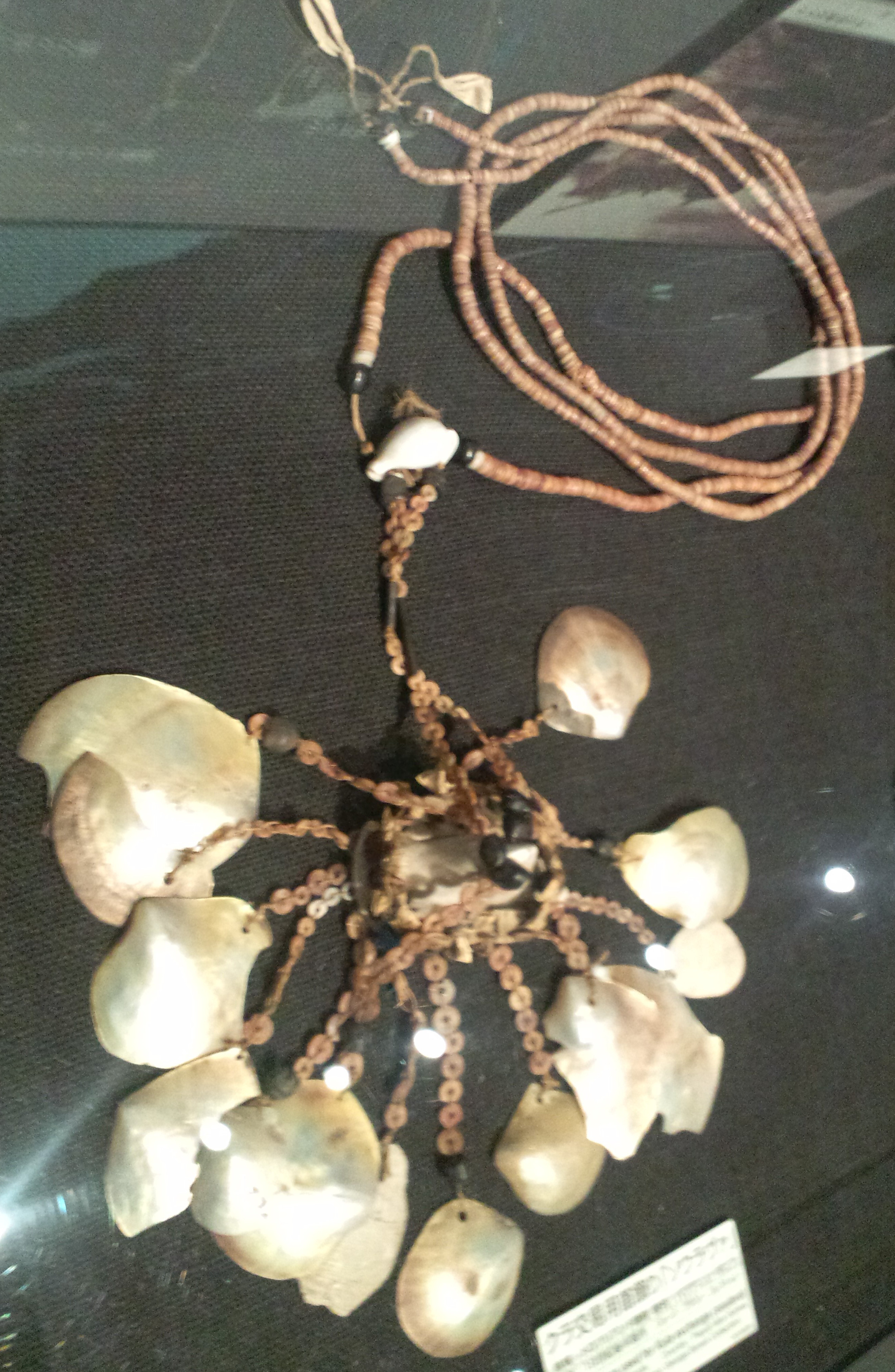
Snäckhalsband, vilka används i kula-systemet på Trobriandöarna.

Trobrianderna deltar i ett regionalt ekonomiskt system där man byter snäckskal som kallas kula. Man kan segla till vänner och bekanta på närliggande öar och ger gåvor. Uppskattade halsband cirkulerar bland hövdingar i en riktning från ö till ö, och armband den andra riktningen. Gåvonätverket för vanligt folk kan omfatta allt från mat, båtar och arbetskraft. Men det är inte fråga om byteshandel. Man ger en gåva till någon som har behov. Denne kanske klarar sig utan och ger till en person som har ett större behov – och så vidare.
Den franske sociologen Marcel Mauss beskriver systemet på följande sätt:
Systemet av ”gåva genom utbyte” genomsyrar allt ekonomiskt liv, stamliv och moralliv för folket på Trobriand. Det är impregnerat med det, såsom Malinowski så välformulerat uttryckte det. Det är ett konstant ”givande och tagande”. Processen utmärks av ett kontinuerligt flöde i alla riktningar av presenter givna, accepterade och bytta.